# Hoffell
Hoffell est une localité islandaise de la municipalité de Hornafjörður située au sud-est de l'île, dans la région d'Austurland.